# Pete Lee
William Marlin „Pete” Lee (ur. 10 lutego 1951 w Muncie) – amerykański zapaśnik walczący w stylu klasycznym. Olimpijczyk z Montrealu 1976, gdzie zajął piąte miejsce w wadze plus 100 kg.
Szósty na mistrzostwach świata w 1977 i 1982; dziesiąty w 1983. Wicemistrz igrzysk panamerykańskich w 1979. Trzeci w Pucharze Świata w 1982 roku.
Zawodnik Ball State University.